# Glenboro (Manitoba)
Glenboro est un village du Manitoba, entourée par la municipalité rurale de South Cypress. Sa population s'établit à 656 personnes en 2001. Carberry est située à 80 km au sud-est de Brandon.

## Personnalité
- John Harvard, journaliste et homme politique, actuellement Lieutenant-gouverneur du Manitoba

## Démographie
| 2001 | 2006 | 2011 | 2016 |
| ---- | ---- | ---- | ---- |
| 656  | 633  | 645  | 624  |

## Référence

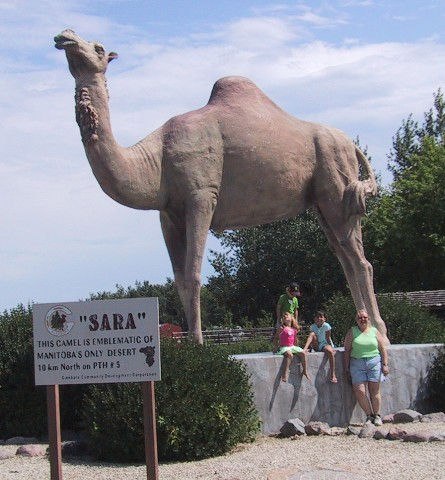
Sara le dromadaire, Glenboro, Manitoba

- (en) Cet article est partiellement ou en totalité issu de l’article de Wikipédia en anglais intitulé « Glenboro, Manitoba » (voir la liste des auteurs).

1. ↑  « Statistique Canada - Profils des communautés de 2006 -    Glenboro » (consulté le 4 juin 2020)
2. ↑  « Statistique Canada - Profils des communautés de 2016 -   Glenboro » (consulté le 3 juin 2020)